# Formstoffprüfgerät
Ein Formstoff-Prüfgerät  bezeichnet ein Laborgerät in der Gießereitechnik. Formstoffprüfgeräte prüfen die mechanisch-technologischen Eigenschaften der Gießereiformstoffe wie zum Beispiel die Druck-/Biegefestigkeit einer definierten Formstoffgeometrie (Biegeriegel), die Gasdurchlässigkeit oder werden zur Untersuchung des Abrollverhaltens von Formstoffen eingesetzt. Letzteres gibt Aufschluss über das Härtungsverhalten und die Durchhärtung während des Maskenaufbaus beim Maskenform-Verfahren. Im Rahmen der Qualitätsüberwachung der Formereiabteilung in den Gießereien sind diese Geräte in einem Formstofflabor untergebracht und dienen einer turnusmäßigen Kontrolle der Formstoffparameter des jeweiligen Formverfahrens.
Das Maskenformprüfgerät besteht aus einer drehbar angeordneten, runden Heizplatte über der sich ein Trichter zur Aufnahme des zu prüfenden und vorher genau abgewogenen Formstoffes befindet. Unter der Heizplatte ist eine Auffangschale angeordnet, die den beim Wendevorgang abfallenden Formstoff aufnimmt.
Am Prüfgerät selbst ist ein Bedienteil angebaut, dort sind die elektrischen Anzeigen und die Temperaturregelung untergebracht. Die Einstellung der Prüftemperatur erfolgt über einen entsprechenden Temperaturregler und der  Heizzustand wird mittels Kontrollleuchte  angezeigt.